# Petronella Wester
Maria Petronella Wester, född 7 september 1969 i  S:t Johannes församling i Stockholm, är en svensk skådespelare och sångare. Hon är dotter till filmfotografen Peter Wester och artisten Lill Lindfors.

## Biografi
Petronella Wester gick ut Balettakademiens musikallinje 1996, men har främst verkat som skådespelare på bland annat Uppsala stadsteater, Borås stadsteater, Scalateatern, Riksteatern, Kalmar teater och Teaterföreningen i Mariehamn. 1999 spelade hon "Eva Holm" i TV3:s serie Vita lögner. Hon har också producerat shower, däribland den egna Sånger från en hemlig trädgård på Casinoteatern våren 2007. Året därpå gav hon ut en skiva med samma titel med musiken från showen, en blandning av jazz, bossa och pop med underfundiga texter på svenska.

## Filmografi
- 1999 – Vita lögner
- 2001 – Cats & Dogs
- 2007 – Vi hänger me’

## Diskografi
- 2008 – Sånger från en hemlig trädgård